# Dénezé-sous-Doué
Dénezé-sous-Doué település Franciaországban, Maine-et-Loire megyében. Lakosainak száma 442 fő (2022. január 1.). Dénezé-sous-Doué Louresse-Rochemenier, Verrie, Doué-en-Anjou és Gennes-Val-de-Loire községekkel határos.

## Népesség
A település népességének változása:
| Lakosok száma | 435  | 338  | 371  | 450  | 464  | 465  | 470  | 480  | 464  | 442  |
|               | 1968 | 1982 | 1990 | 2006 | 2013 | 2015 | 2017 | 2019 | 2020 | 2022 |